# Chọi cừu

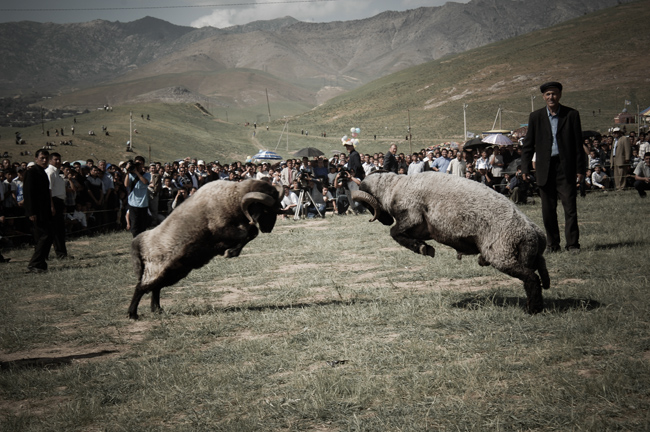
Một trận chọi cừu ở Asrlar Sadosi

Chọi cừu (Ram fighting) là một môn thể thao máu me (trò huyết đấu) diễn ra giữa hai con cừu (thường là cừu đực có đầu to, sừng lớn) được tổ chức trong một vòng tròn đài (ring) hoặc cánh đồng mở. Mặc dù được phân loại là một môn thể thao máu me (chọi thú) và hành động tàn ác với động vật, các cuộc chiến chọi cừu hiếm khi dẫn đến cái chết của con cừu bị đánh bại, vì kẻ thua cuộc thường được phép chạy trốn khỏi đấu trường, ngoại trừ việc chọi theo luật lệ ở Trung Quốc (đánh cho đến chết).

## Lịch sử
Trong tự nhiên, các cuộc chiến đấu giữa những con cừu đực xảy ra một cách tự nhiên như một hành vi của loài trâu bò để giải quyết hệ thống phân cấp thống trị, một cuộc chiến đấu giành quyền thống trị và khẳng định sức mạnh của con đực trong các cuộc thi đấu bạo lực, bằng cách đâm đầu vào những con khác (bạng). Chọi cừu thường được diễn ra trong văn hóa chăn nuôi cừu hoặc dê ở Châu Phi, Châu Á và Châu Âu. Ở Nigeria, Uzbekistan và Indonesia, ngoài Trung Quốc, vùng ngoại ô phía bắc của thủ đô Kabul, Afghanistan cũng là nơi diễn ra cảnh chọi cừu này, theo đó tục chọi cừu là phổ biến giữa người dân địa phương.
Theo truyền thống, sự hung dữ của những con đực không phải là một phẩm chất mong muốn trong chăn nuôi cừu, vì những người chăn nuôi cừu thích một con cừu ngoan ngoãn, thuần hiền và sẽ loại bỏ những con hung dữ thông qua một loạt các giống chọn lọc, gọi là chọn lọc nhân tạo hay là quá trình chọn giống. Đây là việc thực hành chính của thuần hóa cừu theo thời gian. Tuy nhiên, nông dân và người chăn cừu theo truyền thống có thể coi việc chọi cừu như một trò tiêu khiển hoặc giải trí không thường xuyên, và xem hành vi này là dấu hiệu của sự nguy hiểm, sức khỏe, cũng như hệ thống miễn dịch và nguồn gen tốt.
Trong một số nền văn hóa, nó đã được phát triển thành một "trò chơi" hoặc một môn thể thao, hoặc thậm chí được tổ chức như "trò tiêu khiển quốc gia" đôi khi liên quan đến cá cược. Ngày nay ở một số quốc gia, có những nỗ lực để đưa cuộc chiến trở thành chủ đạo bằng cách điều chỉnh các quy tắc, đảm bảo sự công bằng và phúc lợi động vật của các cuộc chiến đấu. Ở Uzbekistan, chọi cừu được tổ chức như một phần của Asrlar Sadosi. Ở Tây Java, Indonesia, chọi cừu được tổ chức như một nghi thức giải trí và nghi lễ phổ biến với thị trấn Garut, gần Bandung. Ở Nigeria, chủ sở hữu của các con cừu đực tham gia đã đầu tư lớn để đặc biệt huấn luyện cừu của họ vì chỉ dành cho các cuộc thi, trong đó có các giải thưởng lớn, như xe ô tô, cho những người chiến thắng trong các cuộc chiến này.

## Trung Quốc
Ở Trung Quốc, luật pháp không bảo vệ loài động vật như một số quốc gia phương Tây. Ngoài chọi trâu, chọi chó, chọi ngựa, chọi lạc đà, Trung quốc còn có hoạt động chọi cừu diễn ra đầy máu me. Tuy nhiên, những tổ chức bảo vệ động vật kịch liệt phản đối lễ hội chọi cừu, chọi chó. Mặc dù đã có nhiều tổ chức về quyền động vật lên án, kêu gọi chính quyền địa phương ngừng tổ chức những lễ hội tàn bạo như thế này nhưng do đây là lễ hội dân gian, truyền thống của địa phương nên không nhiều nơi hưởng ứng. Những màn đấu tàn khốc của hai con vật nhận nhiều sự tán thưởng của người dân.
Thường được biết đến là loài động vật vô cùng dễ thương, đáng yêu, ít ai có thể ngờ được là những con cừu cũng có thể sống chết với nhau trên sàn đấu trong một hoạt động chọi cừu đầy máu me ở Trung Quốc. Những con cừu húc nhau tới khi một con chết trong trận đấu, trước sự chứng kiến của hàng trăm người tại một làng ở Trung Quốc. Các con cừu sẽ được phân thành từng nhóm theo các tiêu chí như trọng lượng, độ tuổi để chúng đấu với nhau cho đến chết. Khác với nhiều nước, ở Trung Quốc, trận đấu chỉ ngừng khi một trong hai con cừu chết hoặc là con cừu thua cuộc sau khi bị đối thủ húc gãy sừng.
Tại một làng cổ thuộc Cam Châu, Trương Dịch, Cam Túc, hoạt động chọi cừu diễn ra vào dịp tết Nguyên tiêu (Rằm tháng Giêng) hàng năm. Tại đây, sau những vòng đấu loại, tuyển chọn gắt gao, có 32 con cừu len Cam Túc được vào vòng chung kết. Từ những con vật hiền lành, đáng yêu, những con cừu biến thành những chiến binh hăng máu nhất, chúng lao vào nhau tử chiến đến khi một trong hai ngã xuống, không thể gượng dậy mới thôi. Nhiều người cho rằng hoạt động chọi cừu này có sử dụng chất kích thích khiến cho những con cừu trở nên mất kiểm soát, chỉ còn biết lao vào nhau mà húc túi bụi đến chết. Cảnh chọi cừu đẫm máu như thế này không chỉ diễn ra ở Cam Túc và nó còn tồn tại ở một số địa phương khác tại Trung Quốc.
Nông dân ở một ngôi làng thuộc thị trấn Bạch Đạo Khẩu, tỉnh Hà Nam, đã tổ chức cuộc thi đặc biệt thu hút hơn 40 chủ cừu tham gia để chào đón năm cừu (Trong tiếng Trung Quốc, cừu và dê là hai từ đồng âm, đều là Dương, nên năm con dê còn được gọi là năm con cừu). Dân làng tập trung tại một khoảng đất trống và cổ vũ cho những chú cừu húc nhau. Những con cừu được chủ chọn tham gia cuộc thi chọi cừu ở tỉnh Hà Nam, Trung Quốc, phải là con đực, đầu to, hiếu chiến và có cặp sừng to khỏe. Chúng được phân loại dựa theo tuổi và cân nặng trước khi bước vào trận đấu loại. Các đấu sĩ cừu có bộ lông dài và dày chúi đầu lao vào nhau. Các đấu sĩ sẽ thi luân lưu, thua bị loại còn thắng sẽ tiếp tục chiến đấu cho tới khi tìm ra được con vô địch. Thường thì Con cừu to con, lực lưỡng hơn nhiều lần áp đảo đối thủ.